# Лучніки
Лу́чніки (рос. Лучники) — присілок у складі Афанасьєвського району Кіровської області, Росія. Входить до складу Пашинського сільського поселення.
Населення становить 2 особи (2010, 17 у 2002).
Національний склад станом на 2002 рік — росіяни 100 %.